# Decatur (Georgia)

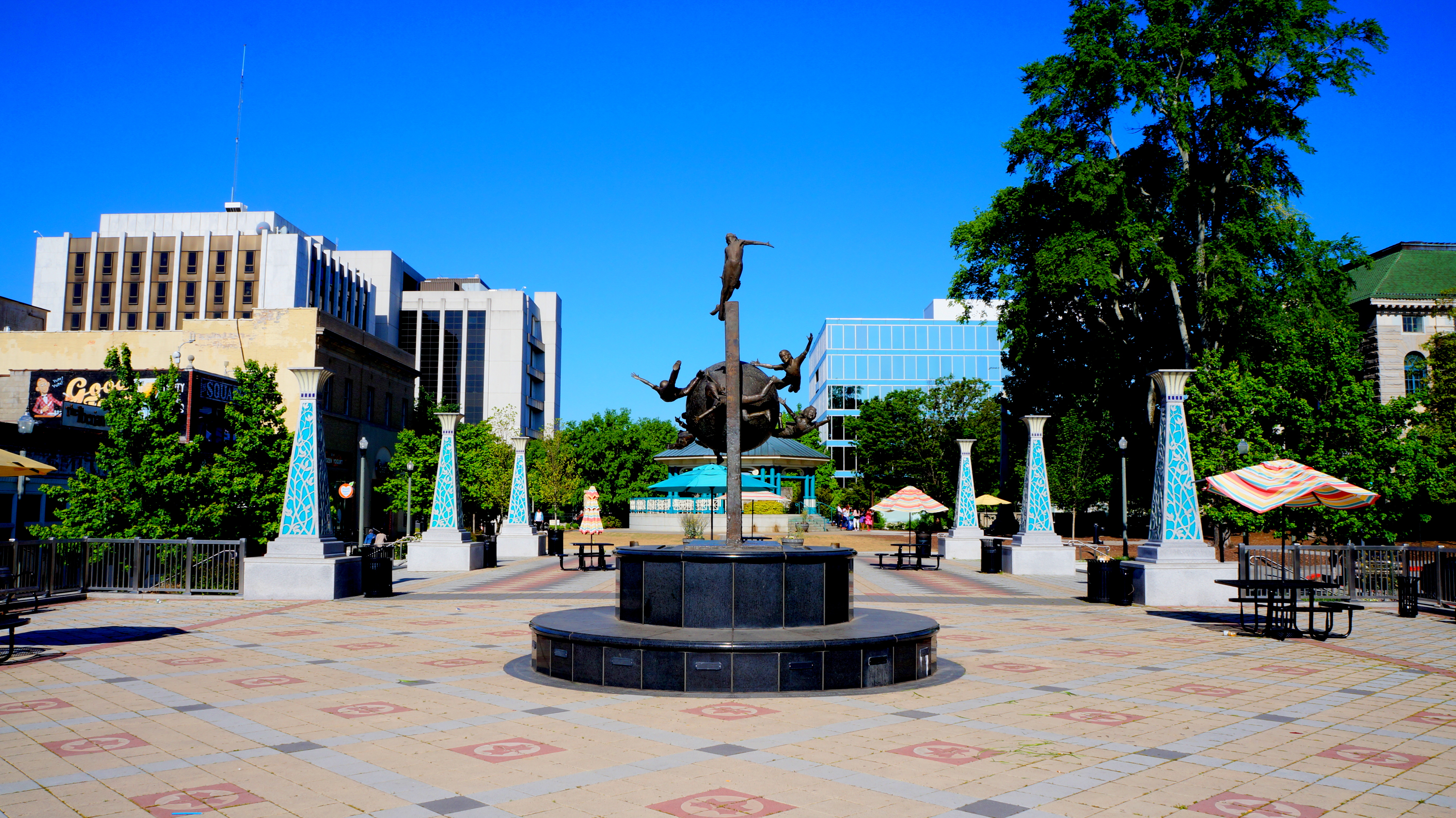
Decatur

Decatur – miasto w Stanach Zjednoczonych, w stanie Georgia, siedziba administracyjna hrabstwa DeKalb. Należy do obszaru metropolitalnego Atlanty. Według spisu w 2020 roku liczy 24,9 tys. mieszkańców.

## Demografia
W przeciwieństwie do hrabstwa w którym się znajduje, gdzie większość stanowią Afroamerykanie, w Decatur większość tworzą białe społeczności nielatynoskie. 

## Komunikacja
Miasto jest obsługiwane przez stację metra o tej samej nazwie.

## Miasta partnerskie
- Burkina Faso: Boussé
- Burkina Faso: Ouahigouya
- Peru: Trujillo

## Ludzie urodzeni w Dectaur
- Michael Stipe – wokalista, muzyk[5]
- Keri Hilson – piosenkarka
- Edward Nelson (1932–2014) – matematyk, profesor z Uniwersytetu Princeton
- Jan Hooks (1957–2014) – aktorka i komik
- Gale Harold – aktor telewizyjny i teatralny
- Dwight Phillips – skoczek w dal, mistrz olimpijski.